# Antonio Galluccio
Antonio Galluccio, né à Ottaviano vers 1635 et mort à Naples après 1697, est un architecte et ingénieur du cadastre italien.

## Biographie
Il naît à Ottaviano de Francesco Galluccio et de son épouse, née Margherita de Nisi. Ils ont plusieurs enfants dont Giuseppe, qui prend la suite de son père comme maître de cadastre, Giovanni qui obtient un diplôme de Utriusque Juris Doctor et Nicola qui devient célestin sous le nom de Théophile.
Antonio Galluccio commence sa carrière au cadastre, et l'une de ses premières tâches en 1663 est de vérifier les limites territoriales de l'abbaye Florense de San Giovanni in Fiore. En 1666, il exerce en qualité d'ingénieur du cadastre à Monasterace et l'année suivante d'architecte et avec l'aide de Lorenzo Ruggiano, recense et fait le plan toutes les concessions, dérivations et conduits principaux d'eau de l'aqueduc de la Bolla.
Dans la décennie suivante, il travaille à Vernole et Montecorice, en 1688, il est nommé tabulaire royal (équivalent d'ingénieur du cadastre) sur commission du Sacré conseil royal (Sacro Regio Consiglio). Il émet une expertise à propose de la propriété de l'église Sant'Anna dei Lombardi sur la colline de Pizzofalcone. En 1690, il s'occupe avec Ruggiano des mesures concernant l'aqueduc du Carmingnano, et  s'occupe de divers cadastres de bourgs et villes du royaume. En tant qu'architecte, il dirige le chantier de l'église Santa Maria Egiziaca a Pizzofalcone poursuivant le projet de Cosimo Fanzago, mais apportant diverses modifications, notamment extérieures, au projet original.
Entre 1691 et 1695, il réalise diverses expertises de terrains à Carinola, Mondragone, Torella del Sannio, Tito, Calvello, Stigliano, Sant'Arcangelo, Roccanova, Alianello, Aliano, Laviano, Castelgrande, Rapone, Monteverde et Ripacandida. En 1694, il présente un rapport sur la restauration du palazzo della Dogana à Foggia, puis une expertise sur les travaux à effectuer à la riserva reale degli Astroni. En 1696, il retourne de nouveau à San Giovanni in Fiore et en 1697, toujours avec Ruggiano, présente des rapports concernant les travaux à réaliser pour le château Sant'Elmo.